# نهر جودافاري
جودافاري (Telugu: గోదావరి)(Marathi : गोदावरी) هو نهر يمتد من الحدود الغربية إلى الحدود الجنوبية في الهند ويشكل واحدًا من أكبر أحواض الأنهار في الهند. ويبلغ طوله 1465 كم، ويعد ثاني أطول نهر في الهند، بعد نهر الغانج، وهو النهر الأطول في جنوب الهند. وينبع بالقرب من مدينة تريمباك في مقاطعة ناشيك بولاية ماهاراشترا ويتدفق شرقًا عبر هضبة الدكن في خليج البنغال بالقرب من مدينة يانام وأنتارفيدي في منطقة شرق جودافارى بولاية أندرا براديش.

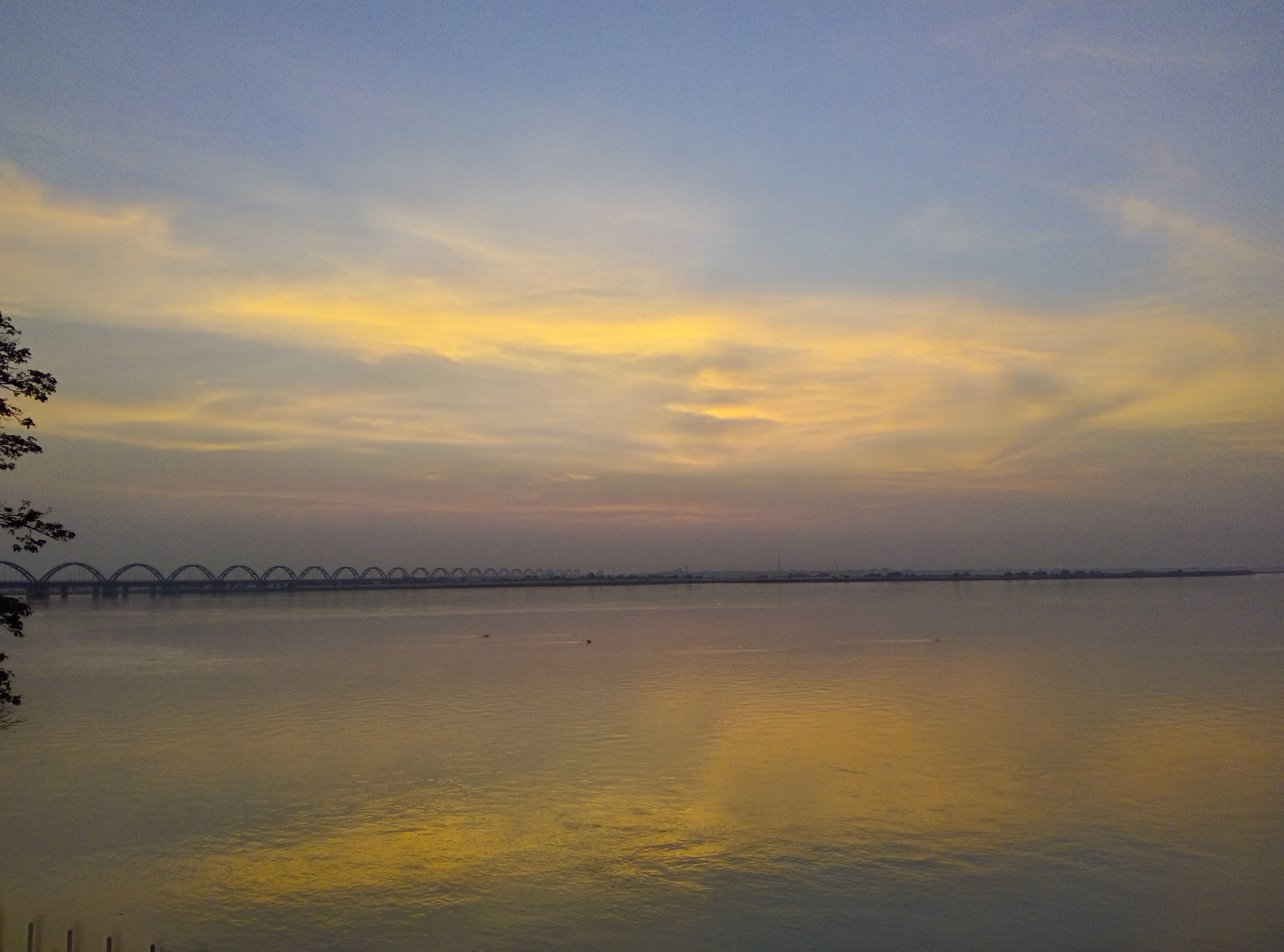
نهر جودافاري

يعد نهر جودافاري ممرًا مائيًا رئيسيًا في وسط الهند، حيث ينبع من ترايمبيكشوور غاتس الغربية، في المنطقة الفرعية ناشيك أو ولاية ماهاراشترا ويتدفق باتجاه الشرق عبر هضبة الدكن من خلال ولاية ماهاراشترا. ويعرف باسم داكشين غانجا (جنوب نهر الغانج). ويمر في ولاية أندرا براديش في مدينة باسارا في مقاطعة أديلاباد. وبينما يمر خلال منطقة تيلانجانا في ولاية أندرا براديش يحاذي النهر قرية صغيرة تُسمى دارمابيوري التي تعد قرية للحج بها العديد من المعابد الهندوسية القديمة ويكون نهر جودافاري بمثابة مكان روحي بالمعنى الحقيقي حيث الاغتسال في النهر المنتشر فوق الصخور والرمال. وبينما يعبر هضبة الدكن ثم يتحول ليتدفق في الاتجاه الجنوبي الشرقي حتى يصب في خليج البنغال من خلال مصبين.
وتعد مدينة باسارا، على ضفتي نهر جودافاري في مقاطعة أديلاباد، موطنًا لأحد المعابد الشهيرة للإلهة ساراسواتي كما أنه يعد المعبد الثاني لهذه الإلهة في الهند.
راجيموندري، هي ثاني أكبر مدينة (ناشيك هي أكبر مدينة) على ضفاف نهر جودافاري. وفي راجيموندري، يصل جودافاري لأوسع صورة بعرض يبلغ حوالي 5 كم من راجيموندري إلى الضفة الأخرى في كوفور.
ويخدم مشروع سري رام ساجار الذي شُيد على هذا النهر (1964-69) احتياجات الري في مقاطعات أديلاباد ونيزاماباد وكاريمناجار وورنجل.
وعلى الرغم من أن النهر ينبع من على بعد 80 كيلو مترًا فقط من بحر العرب، إلا أنه يتدفق 1465 كم ليصب في خليج البنغال. وبالضبط فوق راجاموندري، هناك سد يوفر المياه للري. وتحت راجاموندري، ينقسم النهر إلى مجريين يتوسعان في دلتا أكبر والتي يوجد بها نظام شبكة ري واسعة صالحة للملاحة، وهي قناطر دولزوارام التي تربط المنطقة بدلتا نهر كريشنا في الجنوب الغربي.
ويمتلك نهر جودافاري منطقة صرف تقدر بـ 312812 كم² والتي تشمل أكثر من ولاية واحدة، وتشكل تلك المنطقة ما يقارب واحد على عشرة من الهند وهي أكبر من مناطق إنجلترا وأيرلندا مجتمعة. وتصب أنهار برافارا وإندرافاتي وواينغانجا وووردا وبينش وكانهان وبينوغانجا كمية هائلة من المياه في شبكة قنوات جودافاري. وتشمل روافده نهر إندرافاتي ونهر مانجيرا ونهر بيندوسارا ونهر ساباري.
قمة جينديجادا (1690م) هي أعلى نقطة في حوض نهر جودافاري.

## وصلات خارجية
- Godavari River in 1911
- Nashik City
- Contrasting Behavior of Osmium in the Godavari River Estuary, India, 2001
- River Basin Report: Godavari River
- Variations of Monsoon Rainfall in Godavari River Basin <0768:IVOMRI>2.0.CO;2